# James E. Towner
James Edwin Towner (29 tháng 5 năm 1851 - 22 tháng 1 năm 1935) là một chính trị gia người Mỹ đến từ New York.

## Chức vụ
Towner đã được bầu vào Thượng viện tiểu bang New York vào năm 1913 để giữ chức vụ còn bỏ trống do sự từ chức của Franklin D. Roosevelt, và ngồi vào vị trí trong Quốc hội New York 136 gần cuối phiên họp đặc biệt vào ngày 8 tháng 12. Thượng viện tiểu bang cho đến năm 1922, ngồi ở các vị trí thứ 137, 138, 139, 140, 141.

## An táng
Ông mất vào ngày 22 tháng 1 năm 1935, tại nhà riêng ở Towners và được chôn cất tại Nhà thờ Baptist Patterson.